# E quindi uscimmo a riveder le stelle
E quindi uscimmo a riveder le stelle ( « Et dès lors, nous sortîmes revoir les étoiles ») est le dernier vers de l'Enfer, de la Divine Comédie de Dante Alighieri.

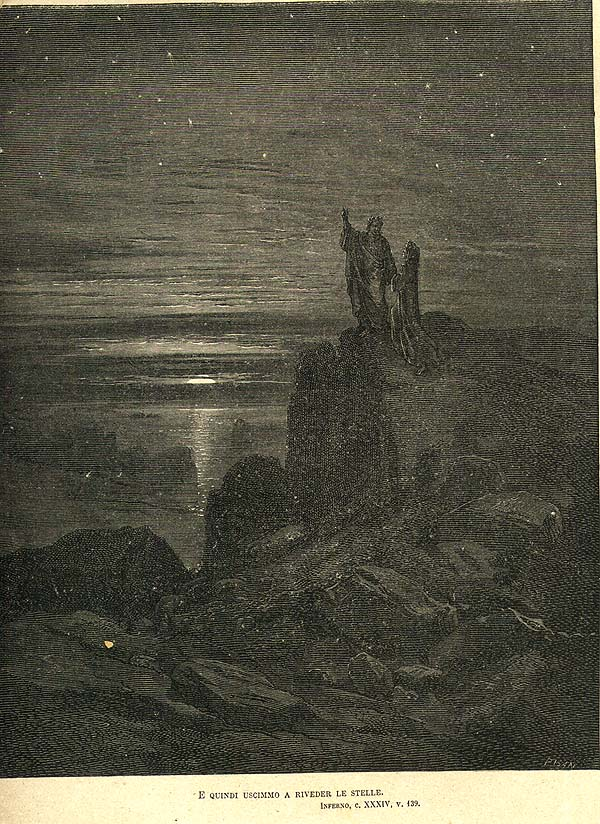
G.Doré: E quindi uscimmo....

Après avoir péniblement traversé le natural burella (boyau naturel) qui relie l'Enfer à la plage du Vestibule de l'Enfer, Dante et Virgile contemplent de nuit le ciel étoilé de l'autre hémisphère : c'est un présage du nouveau chemin de lumière et d'espoir après les ténèbres précédentes come pura felicità dello sguardo (comme pur bonheur du regard).
Les étoiles (stelle) occupent une place toute particulière dans la Commedia et pour cette raison, elles sont le dernier mot de chaque cantica: une concordance, selon Attilio Momigliano (it), « qui n'est pas pure symétrie, mais une expression du motif idéal qui traverse le poème et l'élève constamment vers le but ».